# Elmore
Ne doit pas être confondu avec Elmo.
Pour les articles homonymes, voir Elmore.
Elmore est un village du Victoria en Australie à 167 km au nord de Melbourne et à 50 km au nord est de Bendigo sur la Northern Highway et la Campaspe River. En 2006, le village comptait 694 habitants.